# フリースタイルスキー・ワールドカップ 1997-1998
フリースタイルスキー・ワールドカップ 1997-1998は1997年8月1日から1998年3月15日まで開催された19シーズン目となるフリースタイルスキー・ワールドカップである。

## 競技種目
コンバインド（CO）が廃止され、エアリアル（AE）、モーグル（MO）、デュアルモーグル（DM）、アクロ（AC）の4種目が行なわれた。

## 日程
オーストラリアでは初であり、南半球でも初となるフリースタイルスキー・ワールドカップがマウント・ブラーで開催された。
| 年     | 月日                               | 種目 | 開催地           | 優勝者                         | 優勝者                   |
| 年     | 月日                               | 種目 | 開催地           | 男子                           | 女子                     |
| ------ | ---------------------------------- | ---- | ---------------- | ------------------------------ | ------------------------ |
| 1997年 | 8月2日                             | AE   | マウント・ブラー | エリック･ベルゴースト          | 郭丹丹                   |
| 1997年 | 12月5日                            | MO   | ティーニュ       | トニー・エメリー               | リズ・マッキンタイア     |
| 1997年 | 12月6日                            | DM   | ティーニュ       | ジャン＝リュック・ブラッサール | キャンディス・ギルグ     |
| 1997年 | 12月12日                           | AE   | ティーニュ       | ブリット・スワートレイ         | ニッキ・ストーン         |
| 1997年 | 12月16日                           | AE   | ピアンカヴァッロ | アンディ・キャピシック         |                          |
| 1997年 | 12月17日                           | AE   | ピアンカヴァッロ |                                | ニッキ・ストーン         |
| 1997年 | 12月19日                           | MO   | ラ・プラーニュ   | ジョニー・モズレー             | アーニャ・ブルンバーグ   |
| 1997年 | 12月20日                           | MO   | ラ・プラーニュ   | ジョニー・モズレー             | マリア・エルフマン       |
| 1998年 | 1月9日                             | AC   | モントランブラン | ファブリス・ベッケル           | イェレナ・バタロワ       |
| 1998年 | 1月10日                            | AE   | モントランブラン | ヴァシリ・ボロビオフ           | 季小欧                   |
| 1998年 | 1月11日                            | MO   | モントランブラン | ジャン＝リュック・ブラッサール | キャンディス・ギルグ     |
| 1998年 | 1月23日                            | AC   | ブラッコム       | ファブリス・ベッケル           | ナタリア・ラズモフスカヤ |
| 1998年 | 1月24日                            | MO   | ブラッコム       | ジャン＝リュック・ブラッサール | アン・バテル             |
| 1998年 | 1月25日                            | AE   | ブラッコム       | エリック･ベルゴースト          | ニッキ・ストーン         |
| 1998年 | 1月29日                            | AC   | ブリッケンリッジ | コンラッド・ヒルパート         | イェレナ・バタロワ       |
| 1998年 | 1月30日                            | MO   | ブリッケンリッジ | ジョニー・モズレー             | ジェニー・エイドルフ     |
| 1998年 | 1月31日                            | AE   | ブリッケンリッジ | キップ・グリフィン             | ジャッキー・クーパー     |
| 1998年 | 2月8日から2月16日 長野オリンピック |      |                  |                                |                          |
| 1998年 | 2月28日                            | DM   | シャテル         | ヨハン・グレゴワール           | キャンディス・ギルグ     |
| 1998年 | 3月1日                             | AE   | シャテル         | アレクサンドル・ミハイロフ     | ジャッキー・クーパー     |
| 1998年 | 3月2日                             | DM   | シャテル         | ファブリス・ウージェ           | マリア・エルフマン       |
| 1998年 | 3月6日                             | AC   | マイリンゲン     | イアン・エドモンソン           | イェレナ・バタロワ       |
| 1998年 | 3月7日                             | AE   | マイリンゲン     | ニコラス・フォンティーン       | ジャッキー・クーパー     |
| 1998年 | 3月9日                             | MO   | Hundfjaellet     | ジョニー・モズレー             | 里谷多英                 |
| 1998年 | 3月10日                            | DM   | Hundfjaellet     | ジャスパー・ローンバック       | カーリー・トロー         |
| 1998年 | 3月13日                            | AC   | アルテンマークト | イアン・エドモンソン           | オクサナ・クシェンコ     |
| 1998年 | 3月13日                            | AE   | アルテンマークト | エリック･ベルゴースト          | クリスティー・マーシャル |
| 1998年 | 3月14日                            | MO   | アルテンマークト | ジョニー・モズレー             | カーリー・トロー         |
| 1998年 | 3月15日                            | DM   | アルテンマークト | ヨハン・グレゴワール           | カーリー・トロー         |

## 総合成績

### オーバーオール
| 順位 | 名前                   | ポイント |
| ---- | ---------------------- | -------- |
| 1位  | ファブリス・ベッケル   | 109      |
| 2位  | ジョニー・モズレー     | 99       |
| 3位  | イアン・エドモンドソン | 97       |

| 順位 | 名前                 | ポイント |
| ---- | -------------------- | -------- |
| 1位  | ニッキ・ストーン     | 98       |
| 2位  | イェレナ・バタロワ   | 98       |
| 3位  | オクサナ・クシェンコ | 96       |

### エアリアル
全9戦が行なわれた。有効ポイント制により9戦中の7戦（75％）が有効で、ポイントは700点満点となる。
| 順位 | 名前                     | ポイント |
| ---- | ------------------------ | -------- |
| 1位  | ニコラス・フォンティーン | 672      |
| 2位  | アンディ・キャピシック   | 632      |
| 3位  | ブリット・スワートレイ   | 624      |

| 順位 | 名前                     | ポイント |
| ---- | ------------------------ | -------- |
| 1位  | ニッキ・ストーン         | 688      |
| 2位  | ジャッキー・クーパー     | 660      |
| 3位  | クリスティー・マーシャル | 632      |

### モーグル
全8戦が行なわれた。有効ポイント制により8戦中の6戦が有効で、ポイントは600点満点となる。
| 順位 | 名前                           | ポイント |
| ---- | ------------------------------ | -------- |
| 1位  | ジョニー・モズレー             | 596      |
| 2位  | ジャン＝リュック・ブラッサール | 528      |
| 3位  | ラウリ・ラッシラ               | 500      |

| 順位 | 名前                       | ポイント |
| ---- | -------------------------- | -------- |
| 1位  | マリア・エルフマン         | 560      |
| 2位  | キャンディス・ギルグ       | 536      |
| 3位  | タチアナ・ミッターマイヤー | 532      |

### デュアルモーグル
全5戦が行なわれた。有効ポイント制により5戦中の4戦が有効で、ポイントは400点満点となる。
| 順位 | 名前                           | ポイント |
| ---- | ------------------------------ | -------- |
| 1位  | ジャスパー・ローンバック       | 364      |
| 2位  | ジャン＝リュック・ブラッサール | 316      |
| 3位  | ヨハン・グレゴワール           | 312      |

| 順位 | 名前                 | ポイント |
| ---- | -------------------- | -------- |
| 1位  | カーリー・トロー     | 344      |
| 2位  | マリア・エルフマン   | 340      |
| 3位  | キャンディス・ギルグ | 336      |

### アクロ
全5戦が行なわれた。有効ポイント制により5戦中の4戦が有効で、ポイントは400点満点となる。
| 順位 | 名前                     | ポイント |
| ---- | ------------------------ | -------- |
| 1位  | ファブリス・ベッケル     | 388      |
| 2位  | イアン・エドモンドソン   | 388      |
| 3位  | ヘイニ・バウムガートナー | 376      |

| 順位 | 名前                     | ポイント |
| ---- | ------------------------ | -------- |
| 1位  | イェレナ・バタロワ       | 392      |
| 2位  | オクサナ・クシェンコ     | 384      |
| 3位  | ナタリア・ラズモフスカヤ | 364      |